# Johannes Foersom
Johannes Foersom, född 1947, är en dansk möbelformgivare.
Foersom har arbetat för Erik Jørgensen tillsammans med Peter Hiort-Lorenzen för Lammhults Möbel AB. Han gjorde sofforna Nyhavn och Newport (1988) samt 1991 den stapelbara stolen för offentliga miljöer Campus.